# بيشوات
بيشوات هي إحدى القرى اللبنانية من قرى قضاء بعلبك في محافظة بعلبك الهرمل.